# NGC 3221
NGC 3221 is een balkspiraalstelsel in het sterrenbeeld Leeuw. Het hemelobject werd op 1 januari 1862 ontdekt door de Franse astronoom Heinrich Louis d'Arrest.

## Synoniemen
- UGC 5601
- MCG 4-25-13
- ZWG 124.17
- IRAS10195+2149
- PGC 30358